# Аустрофилство
Аустрофилство – љубав, приврженост, према свему аустријском. Често је повезано са германофилством. Аустрофилство (као и други појмови овог типа) може се односити и на политику (као нпр. ону Милана Обреновића). Србија је другом половином 19. века водила аустрофилну политику, јер је Аустрија на Берлинском конгресу подржала и издејствовала независност Србије. Појам супротан аустрофилији јест аустрофобија.